# Абрамян Медея Вартанівна
Медея Вартанівна Абрамян (вірм. Մեդեա Աբրահամյան; (8 березня 1932 , Єреван  — 3 березня 2021 , Єреван ) — вірменська віолончелістка. Народна артистка Вірменської РСР (1980). Лауреат Державної премії Вірменської РСР (1973). Професор Єреванської державної консерваторії імені Комітаса (1983).

## Біографія
Медея Абрамян народилася в 1932 році в Єревані. Музичну освіту отримала в музичній школі ім. П. І. Чайковського, а потім у Єреванській державній консерваторії ім. Комітаса. У 1956 році закінчила Московську державну консерваторію ім. П. І. Чайковського була однією із учениць всесвітньо відомого віолончеліста Мстислава Ростроповича. Лауреат премій на Міжнародному фестивалі мистецтв ім. Віхана (2-а премія, 1955 рік), Першому молодіжному фестивалі Вірменії (1-а премія, 1957 рік) та Московському Всесоюзному конкурсі віолончелістів (1-а премія, 1961 рік).
Виконанням Медеї Абрамян захоплювалися і тепло приймали люди в багатьох країнах світу, вона багато гастролювала зокрема у Франції, Німеччині, Бельгії, Люксембурзі, Польщі, Болгарії, Чехословаччини, Угорщини, Румунії, Ісландії, Кореї, США, Канаді, Аргентині, Уругваї, Сирії, Лівані, республіках колишнього СРСР тощо. Поряд з виконанням творів класичних та сучасних композиторів, твори вірменських композиторів для віолончелі складають основну частину великого списку творів Медеї Абрамян. Більше того, вона була першою, хто виконав більшість з цих робіт вперше.
Поряд зі своїми концертами Медея Абрамян також виступала з лекціями в Єреванській державної консерваторії імені Комітаса та музичній школі ім. П. І. Чайковського в Єревані. Вона викладала студентам різних національностей, багато з її учнів зараз широко відомі не тільки у Вірменії, але й за кордоном.
Була членом журі ряду міжнародних, всесоюзних і республіканських конкурсів, давала майстер-класи.

## Нагороди
- Заслужена артистка Вірменської РСР (1963).
- Народна артистка Вірменської РСР (1980).
- Державна премія Вірменської РСР (1973).
- Медаль «За заслуги перед Вітчизною» 1 ступеня (2012)[7].
- Почесний громадянин болгарського міста Русе (1968).
- Золота медаль прем'єр-міністра Республіки Вірменія (2016).